# Khaldounia
La médersa Al Khaldounia ou simplement Khaldounia (arabe : الخلدونية) est la première école moderne de Tunisie fondée le 22 décembre 1896 à Tunis.
Laïque, gratuite et publique, elle constitue, en tant que première association tunisienne dont les membres et le président sont élus, l'exemple précurseur d'une organisation démocratique. Elle publie aussi une revue, en français et en arabe, destinée à faciliter les échanges franco-tunisiens.

## Histoire
Portant un nom en référence directe au penseur arabe Ibn Khaldoun, elle est mise en place par les Jeunes Tunisiens, menés par Béchir Sfar, soucieux de répandre des connaissances scientifiques et pratiques dans les milieux de culture arabe et particulièrement parmi les étudiants de la mosquée Zitouna dont l'enseignement est jugé archaïque, scolastique et purement religieux. L'institution installée près de la Zitouna bénéficie du soutien du résident général de France en Tunisie, René Millet, qui se charge de la rédaction de son statut mais ce dernier exclut néanmoins les discussions politiques et religieuses tout en incitant à la réflexion et à l'esprit critique. À propos du rôle de la Khaldounia, Béchir Sfar déclare lors du congrès de géographie tenu à Tunis en 1904 : 
« Cette société contribue dans la mesure de ses moyens à répandre parmi les musulmans le goût des sciences, à développer leur intelligence, et par la géographie, à leur faire connaître le rang de chaque nation, à détruire enfin des préjugés et à leur ouvrir, dans le domaine pratique et commercial, bien des horizons qui leur étaient totalement inconnus. C'est là, croyons-nous, une œuvre digne d'encouragement. Elle a pour but le relèvement moral et intellectuel des musulmans, et ce but nous avons le ferme espoir de l'atteindre progressivement. »
Dès son ouverture, des cours de géographie, de droit, de mathématiques, d'hygiène ainsi que des cours élémentaires de français et de rédaction arabe y sont dispensés. Jusqu'en 1906, date de la fondation de l'Association des anciens élèves du collège Sadiki, les cours et conférences de littérature, d'histoire, de sciences mathématiques, physiques et naturelles se succèdent. Le fonds de la bibliothèque provient de dons, de cotisations et d'ouvrages des Jeunes Tunisiens.

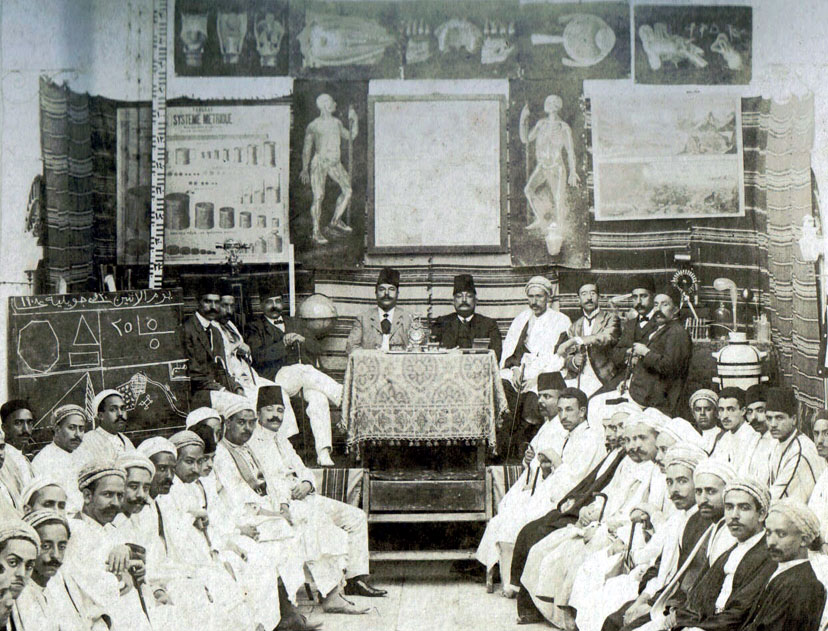
Classe de la Khaldounia en 1908.

La Khaldounia reçoit de nombreuses personnalités du monde arabe : réformistes et nationalistes acquis à la cause tunisienne dont l'illustre Mohamed Abduh. Invité à donner un cours, le 20 septembre 1903, centré sur l'enseignement théologique, il s'attaque à la foi passive et au conservatisme. Analysant la foi comme le « moteur de l'action et la lumière éclairant le chemin vers la Vérité », il affirme que la science est le moyen d'y parvenir avec l'effort de réflexion (ijtihad) et l'usage de l'écriture.
Abdeljelil Zaouche, qui préside l'institution de 1910 à 1919, effectue de nombreuses réformes et négocie une aide publique au moyen de subventions. Il intervient à la Conférence consultative tunisienne pour inscrire au budget 1911 un relèvement de crédit à affecter à des bourses et veille à assurer aux étudiants les conditions de logement et de séjour dans la capitale.

## Utilisation
Elle abrite de nos jours une bibliothèque bilingue, abritant plusieurs milliers de volumes et une centaine de manuscrits, rattachée à la Bibliothèque nationale de Tunisie.

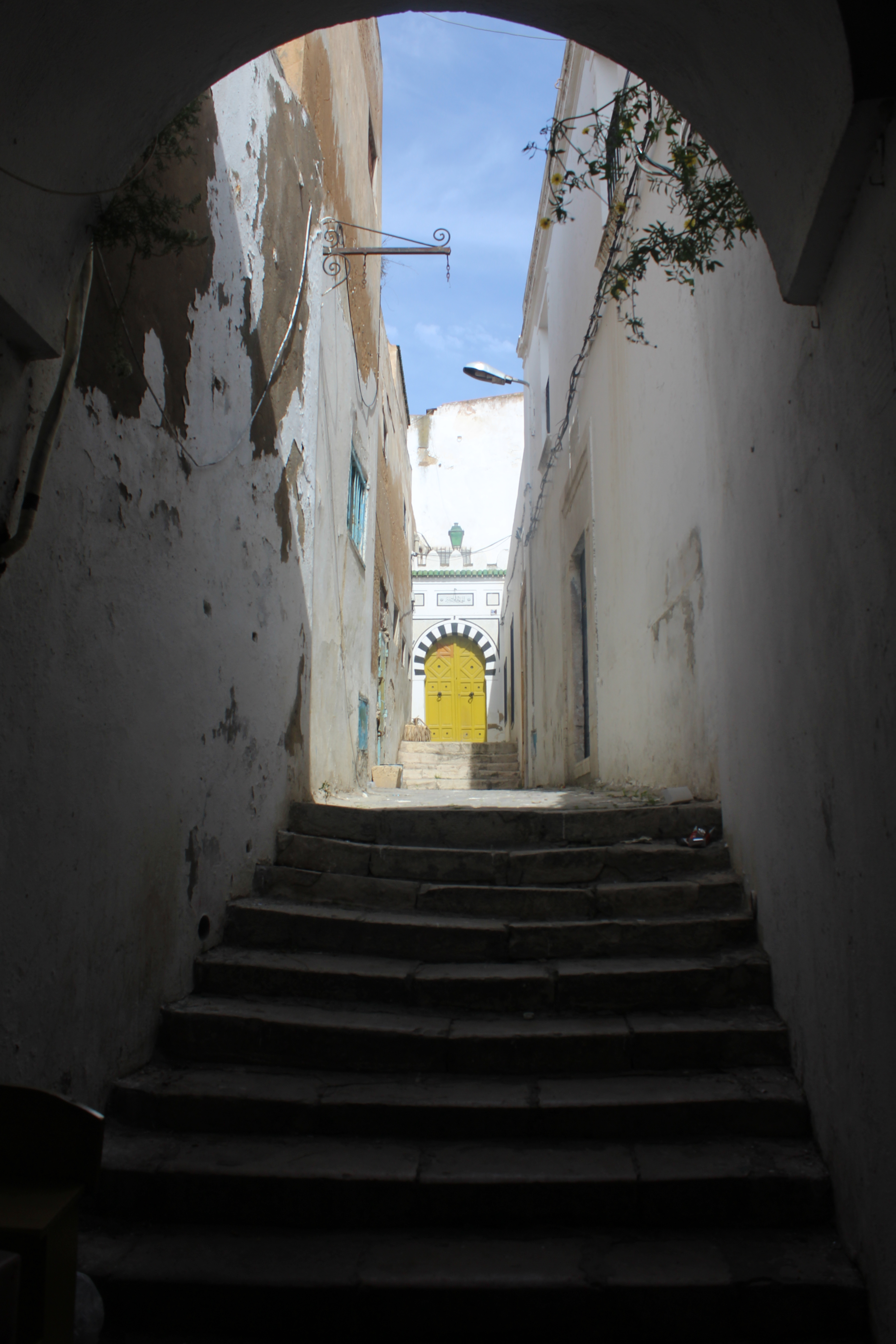
Impasse de la Khaldounia.
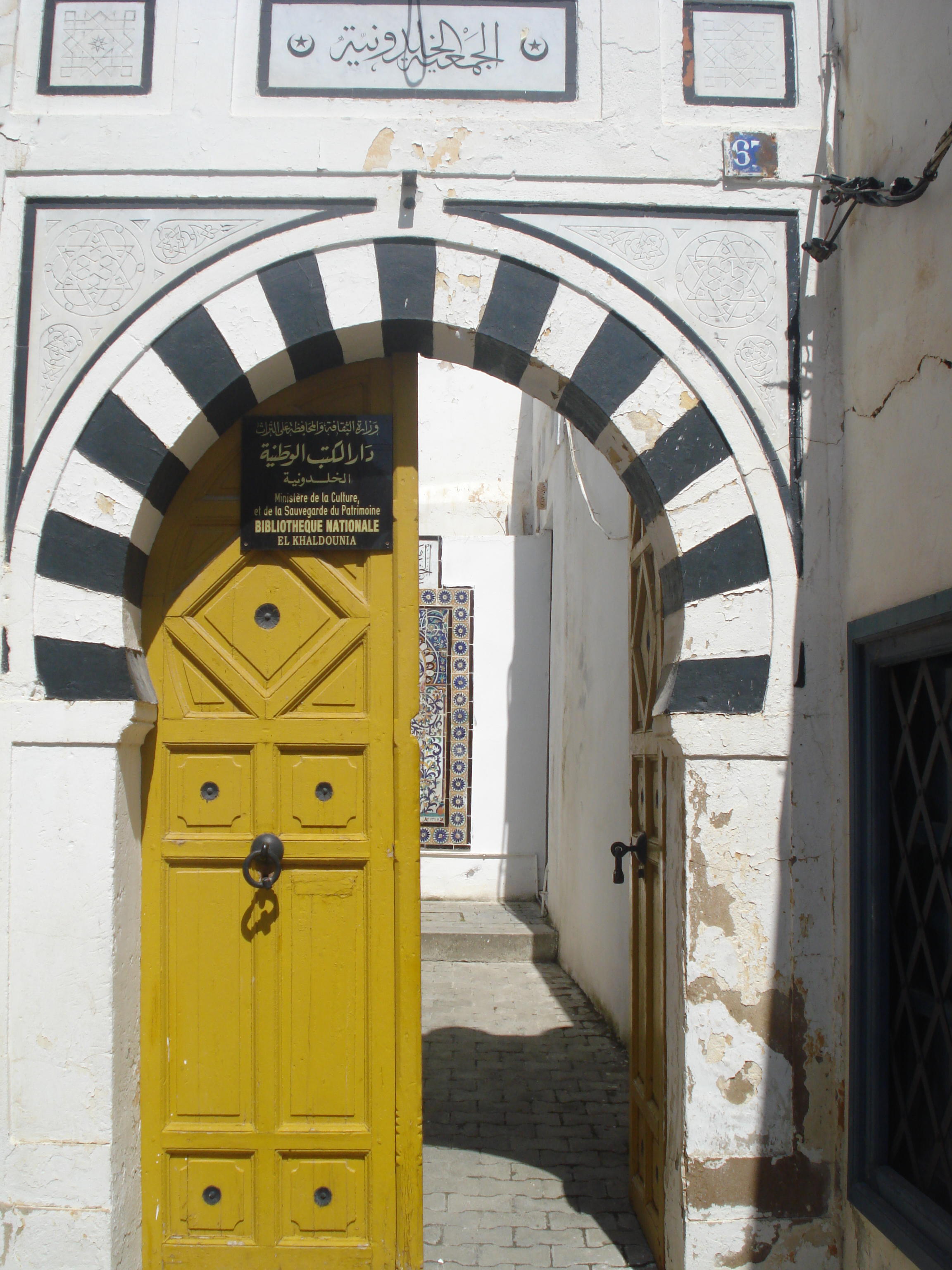
Entrée de la bibliothèque.
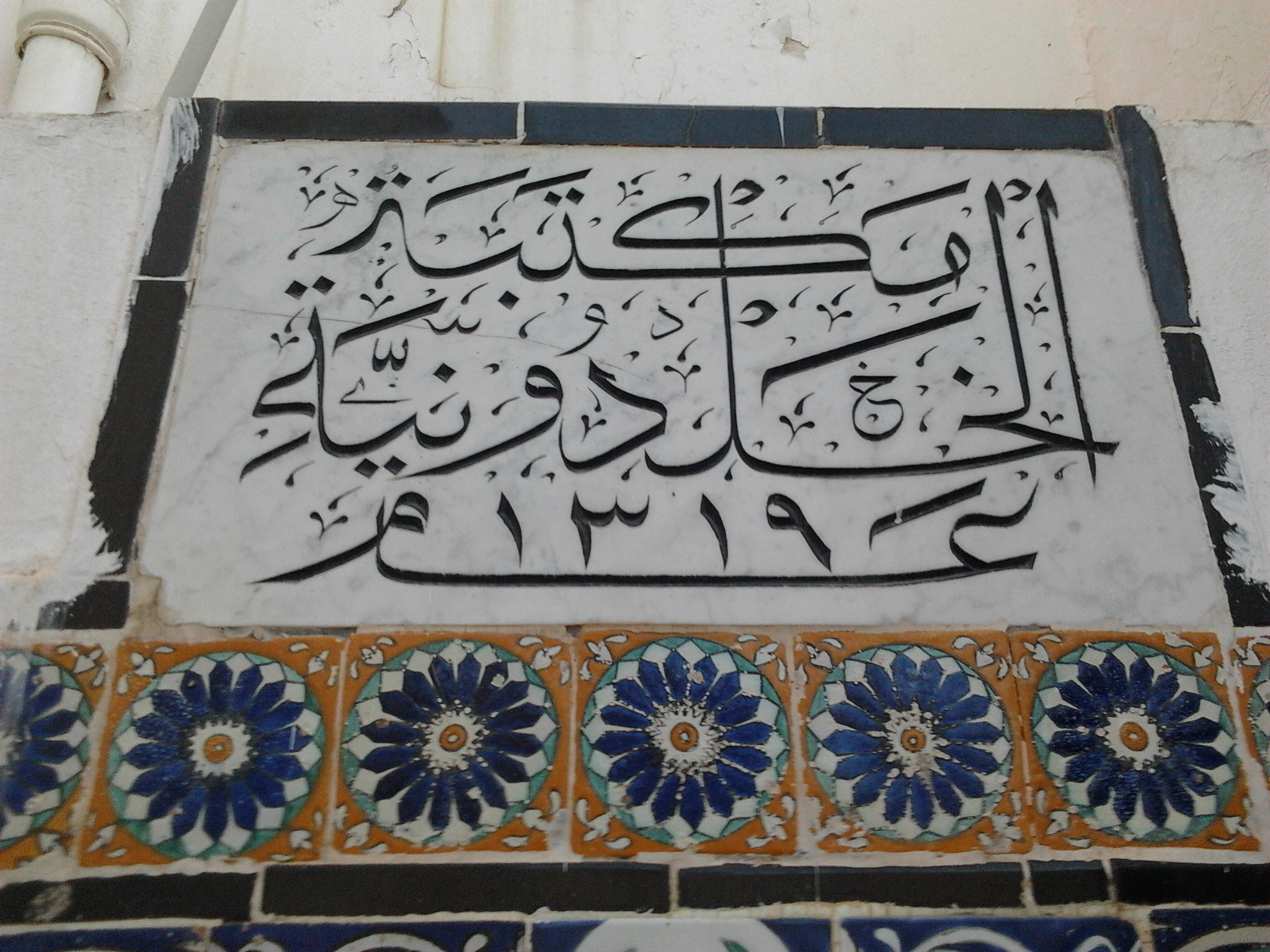
Plaque en marbre à l'entrée de la bibliothèque.
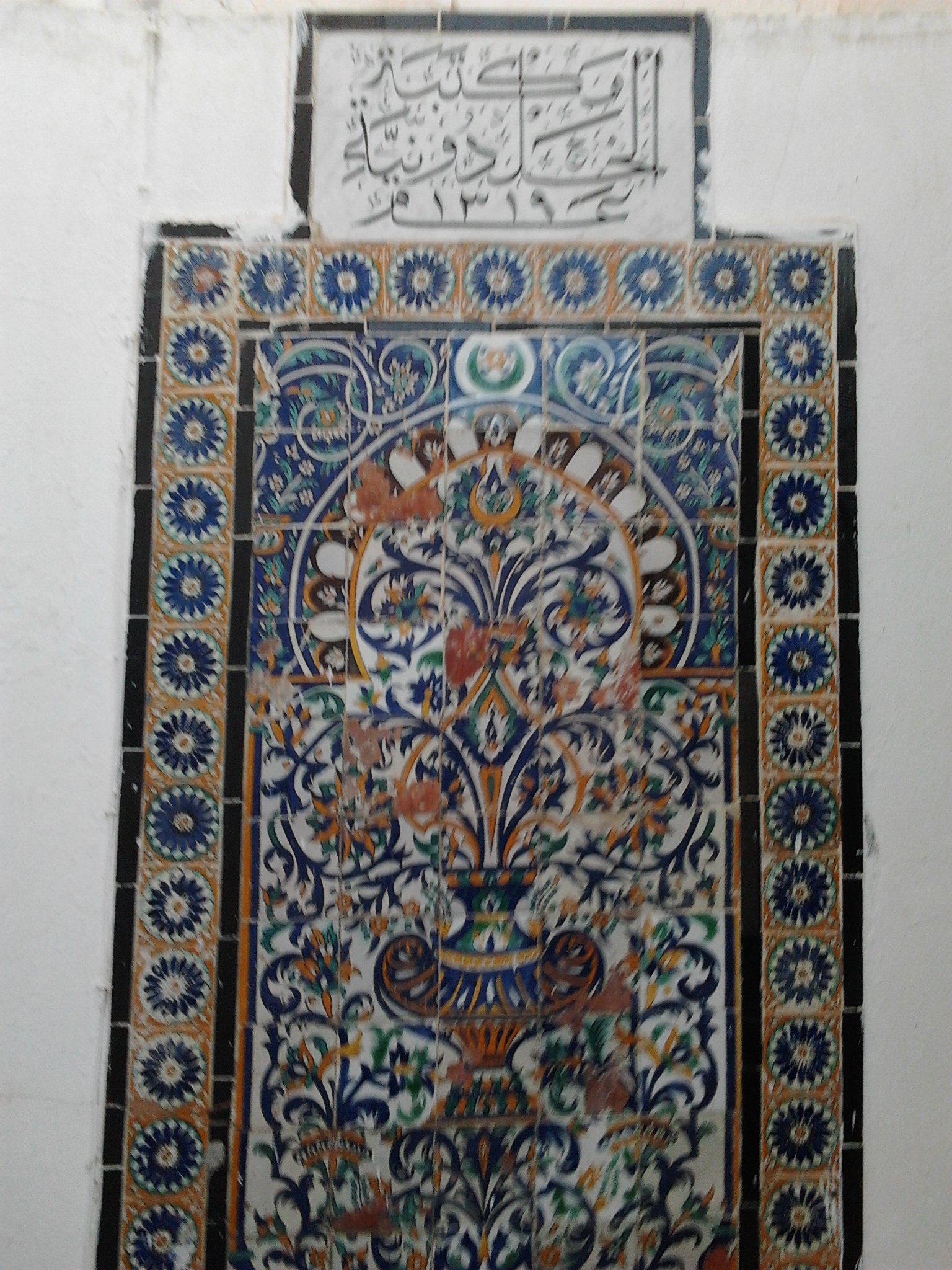
Faïences décoratives à l'entrée.